# Arnold Sjöstrand
Nils Arnold Sjöstrand, född 30 juli 1903 i Bromma församling i Bromma landskommun, död 1 februari 1955  i Slottsstaden, Malmö, var en svensk skådespelare och filmregissör

## Biografi
Sjöstrand studerade vid Dramatens elevskola 1921–23 och engagerades därefter vid Dramaten fram till 1942 med kortare avbrott. Han var 1925–26 knuten till Stadsteatern i Helsingborg och 1926–27 till Lorensbergsteatern i Göteborg samt 1932–37 bland annat till Folkteatern och Vasateatern. Åren 1950–55 var han engagerad vid Malmö Stadsteater. 
Arnold Sjöstrand filmdebuterade 1931 i Erik A. Petschlers Flickan från Värmland och kom att medverka i ett 30-tal filmer. Under sin mycket framgångsrika filmkarriär – i synnerhet under den första halvan av 1940-talet – blev han betraktad som en "he-man" i svensk film. Han fick ofta älskarroller, som på sätt och vis var en fortsättning på de roller han hade haft på teatern. Han medverkade 1941 i Tänk om jag gifter mig med prästen. Året därpå blev han tillsammans med Viveca Lindfors ett av de mest omtalade kärleksparen på det vita duken med rollen som läkare i filmen Gula kliniken och även i Brödernas kvinna från 1943.
År 1939 fick han recitera Nyårsklockan vid tolvslaget på Skansen.

## Familj
Arnold Sjöstrand var 1926–47 gift med skådespelerskan Barbro Djurberg. Han var son till bankdirektören Nils Johan Sjöstrand och Dagmar, född Hansen, samt bror till Torgny Sjöstrand och Fritiof Sjöstrand. Arnold Sjöstrand är begravd i familjegraven på Norra begravningsplatsen i Solna.
Sjöstrands släkt härstammade från orten Sjötofta i sydöstra Västra Götalands län.

## Filmografi i urval
- 1931 – Flickan från Värmland
- 1934 – Pettersson - Sverige
- 1935 – Ungdom av idag
- 1936 – Annonsera!
- 1937 – Klart till drabbning
- 1937 – Bergslagsfolk
- 1940 – Den blomstertid
- 1940 – Alle man på post
- 1941 – Tänk, om jag gifter mig med prästen
- 1941 – Hem från Babylon
- 1941 – Bara en kvinna
- 1941 – Det sägs på stan
- 1942 – Himlaspelet
- 1942 – Gula kliniken
- 1943 – I brist på bevis
- 1943 – Anna Lans
- 1943 – Jag dräpte
- 1943 – Brödernas kvinna
- 1944 – ... och alla dessa kvinnor
- 1944 – Den heliga lögnen
- 1944 – Räkna de lyckliga stunderna blott
- 1945 – Jagad
- 1945 – Rosen på Tistelön
- 1945 – Skådetennis
- 1946 – Rötägg
- 1946 – Kvinnor i väntrum
- 1946 – Ödemarksprästen
- 1947 – Onda ögon
- 1947 – Två kvinnor
- 1948 – Hammarforsens brus
- 1948 – Solkatten
- 1948 – Synd
- 1948 – En svensk tiger
- 1951 – Starkare än lagen
- 1952 – Möte med livet

### Regi
- 1947 – Två kvinnor
- 1948 – Synd
- 1951 – Starkare än lagen

## Teater

### Roller (ej komplett)
| År   | Roll                                  | Produktion                                                                      | Regi                      | Teater                   |
| ---- | ------------------------------------- | ------------------------------------------------------------------------------- | ------------------------- | ------------------------ |
| 1920 | Rémi                                  | Äventyret Gaston Arman de Caillavet och Robert de Flers                         | Karl Hedberg              | Dramaten                 |
| 1922 | En uppassare                          | Riddar Blåskäggs åttonde hustru Alfred Savoir                                   | Olof Molander             | Dramaten                 |
| 1923 | En marinofficer                       | Den beundrandsvärde Crichton J. M. Barrie                                       | Karl Hedberg              | Dramaten                 |
| 1925 | Ett bud                               | Kameliadamen Alexandre Dumas den yngre                                          | Olof Molander             | Dramaten                 |
| 1925 | Armand Duval                          | Kameliadamen Alexandre Dumas den yngre                                          | Helge Wahlgren            | Helsingborgs stadsteater |
| 1925 | Sonen                                 | Löftet Tomasino Scotti                                                          | Gerda Lundequist-Dalström | Helsingborgs stadsteater |
| 1925 | Anarkisten                            | Den sköna Melusina Oscar Rydqvist                                               |                           | Helsingborgs stadsteater |
| 1925 | Kexell                                | En aftonstund på "Tre Liljor" Knut Michaelson                                   |                           | Helsingborgs stadsteater |
| 1925 | Vidrik                                | Ljungby horn Edgar Collin, Vilhelm Østergaard, och Alfred Ipsen                 | Helge Wahlgren            | Helsingborgs stadsteater |
| 1926 | Harald                                | Stora barndopet Oskar Braaten                                                   | Helge Wahlgren            | Helsingborgs stadsteater |
| 1926 | Notarien                              | Nationalmonumentet Tor Hedberg                                                  | Helge Wahlgren            | Helsingborgs stadsteater |
| 1927 | Cléante                               | Den inbillade sjuke Molière                                                     | Olof Molander             | Dramaten                 |
| 1928 | Bankirens son Studenten               | Hoppla, vi lever! Ernst Toller                                                  | Per Lindberg              | Dramaten                 |
| 1929 | Henri                                 | Nyss utkommen! Édouard Bourdet                                                  | Gustaf Linden             | Dramaten                 |
| 1929 | Sérignan                              | Äventyret Gaston Arman de Caillavet och Robert de Flers                         | Karl Hedberg              | Dramaten                 |
| 1929 | Martial                               | Den oemotståndlige Jean Sarment                                                 | Olof Molander             | Dramaten                 |
| 1929 | Erik                                  | Ringen du gav mig Oscar Rydqvist                                                | Per Lindberg              | Dramaten                 |
| 1929 | Armand Duval                          | Kameliadamen Alexandre Dumas d. y.                                              | Olof Molander             | Dramaten                 |
| 1931 | Gérard                                | Känslornas marknad Roger Ferdinand                                              | Gustaf Linden Ivar Kåge   | Dramaten                 |
| 1932 | Nathaniel Winkle                      | Pickwick-klubben František Langer efter Charles Dickens                         | Olof Molander             | Dramaten                 |
| 1934 |                                       | Trions bröllop Sigfrid Siwertz                                                  |                           | Turné                    |
| 1934 |                                       | En kvinna som vet vad hon vill Louis Verneuil, Alfred Grünwald och Oscar Straus | Nils Johannisson          | Oscarsteatern            |
| 1935 | Beppo, clown                          | Maya Imre Harmath, Rudolf Schanzer, Ernst Welisch och Szabolcs Fényes           | Nils Johannisson          | Oscarsteatern            |
| 1935 | Väpnaren Erik                         | Frihetsfejden Ernst Eklund                                                      | Ernst Eklund              | Skansens friluftsteater  |
| 1935 | Jean Pierre                           | Sådana tider Édouard Bourdet                                                    | Per Lindberg              | Vasateatern              |
| 1935 | Jafet                                 | Noak André Obey                                                                 | Per Lindberg              | Vasateatern              |
| 1935 | Drömmaren                             | Innanför grindarna Sean O'Casey                                                 | Per Lindberg              | Vasateatern              |
| 1935 | Lorenzo                               | Köpmannen i Venedig William Shakespeare                                         | Per Lindberg              | Vasateatern              |
| 1936 | Joe                                   | Därom tiger munnen Roger Martin du Gard                                         | Per Lindberg              | Blancheteatern           |
| 1936 | Dion Antonius                         | Den store guden Brown Eugene O'Neill                                            | Per Lindberg              | Vasateatern              |
| 1936 | Oxfösaren                             | Han som ville bli bedragen Fernand Crommelynck                                  | Per Lindberg              | Vasateatern              |
| 1936 | Martin                                | Getingboet G.S. Donisthorpe                                                     | Harry Roeck-Hansen        | Blancheteatern           |
| 1936 | Dr Joseph Cardin                      | De oskyldiga Lillian Hellman                                                    | Harry Roeck-Hansen        | Blancheteatern           |
| 1936 | Hsieh Ping Kuei                       | En dotter av Kina Hsiung Shih-i                                                 | Johan Falck               | Blancheteatern           |
| 1937 | Frederick Granton                     | Kunglighet Robert E. Sherwood                                                   | Harry Roeck-Hansen        | Blancheteatern           |
| 1937 | Jonas Munck                           | Hans första premiär Svend Rindom                                                | Harry Roeck-Hansen        | Blancheteatern           |
| 1937 | U-båtsmatrosen Ottar                  | Vår ära och vår makt Nordahl Grieg                                              | Alf Sjöberg               | Dramaten                 |
| 1937 | Lieudoré                              | Khaki Paul Raynal                                                               | Alf Sjöberg               | Dramaten                 |
| 1937 | Kapten Blom                           | Kungens paket Staffan Tjerneld och Alf Henrikson                                | Rune Carlsten             | Dramaten                 |
| 1938 | Seth Rogberg                          | Spel på havet Sigfrid Siwertz                                                   | Alf Sjöberg               | Dramaten                 |
| 1939 | Pierre                                | Nederlaget Nordahl Grieg                                                        | Svend Gade                | Dramaten                 |
| 1940 | Klaudio                               | Mycket väsen för ingenting William Shakespeare                                  | Alf Sjöberg               | Dramaten                 |
| 1941 | Adhedmar de Gratignan                 | Vi skiljas Victorien Sardou och Émile de Najac                                  | Alf Sjöberg               | Dramaten                 |
| 1942 | 443 5/31 Lindgren, servismanskap nr 5 | Beredskap Gunnar Ahlström                                                       | Alf Sjöberg               | Dramaten                 |
| 1949 |                                       | Som ni behagar William Shakespeare                                              | Rune Carlsten             | Skansens friluftsteater  |
| 1950 |                                       | Markisinnan Noël Coward                                                         | Gunnar Ekström            | Malmö stadsteater        |
| 1950 |                                       | Konungen Pär Lagerkvist                                                         | Lars-Levi Laestadius      | Malmö stadsteater        |
| 1951 |                                       | Till Damaskus, första delen August Strindberg                                   | Gösta Folke               | Malmö stadsteater        |
| 1951 |                                       | Venus i blickfältet Christopher Fry                                             | Lars-Levi Laestadius      | Malmö stadsteater        |
| 1951 |                                       | "Patrasket" Hjalmar Bergman                                                     | Mats Johansson            | Malmö stadsteater        |
| 1951 |                                       | Colombe Jean Anouilh                                                            | Henrik Dyfverman          | Malmö stadsteater        |
| 1952 |                                       | Othello William Shakespeare                                                     | Lars-Levi Laestadius      | Malmö stadsteater        |
| 1952 |                                       | Kärlekens narrar Leck Fischer                                                   | Gunnar Ekström            | Malmö stadsteater        |
| 1952 |                                       | Höfeber Noël Coward                                                             | Oscar Ljung               | Malmö stadsteater        |
| 1952 |                                       | Swedenhielms Hjalmar Bergman                                                    | Mats Johansson            | Malmö stadsteater        |
| 1952 |                                       | Greve Öderland Max Frisch                                                       | Lars-Levi Laestadius      | Malmö stadsteater        |
| 1952 | Prästen                               | Kronbruden August Strindberg                                                    | Ingmar Bergman            | Malmö stadsteater        |
| 1953 |                                       | Som ni behagar William Shakespeare                                              | Lars-Levi Laestadius      | Malmö stadsteater        |
| 1953 |                                       | Av hjärtans lust Karl Ragnar Gierow                                             | Gunnar Ekström            | Malmö stadsteater        |
| 1953 |                                       | Patty F. Hugh Herbert                                                           | Knut Ström                | Malmö stadsteater        |
| 1953 |                                       | Jeppe på Berget Ludvig Holberg                                                  | Mats Johansson            | Malmö stadsteater        |
| 1953 | Skådespelare 1                        | Sex roller söka en författare Luigi Pirandello                                  | Ingmar Bergman            | Malmö stadsteater        |
| 1953 | Värdshusvärden                        | Slottet Max Brod efter en roman av Franz Kafka                                  | Ingmar Bergman            | Malmö stadsteater        |
| 1954 |                                       | Smältdegeln Arthur Miller                                                       | Mats Johansson            | Malmö stadsteater        |
| 1954 | Den Förnäme                           | Spöksonaten August Strindberg                                                   | Ingmar Bergman            | Malmö stadsteater        |
| 1954 |                                       | Intermezzo Jean Giraudoux                                                       | Lars-Levi Laestadius      | Malmö stadsteater        |
| 1954 |                                       | Dårskapens timme Anna Bonacci                                                   | Yngve Nordwall            | Malmö stadsteater        |

### Fotnoter
1. ↑  Sveriges dödbok 1901–2009, DVD‐ROM, Version 5.00, Sveriges Släktforskarförbund (2010): Sjöstrand, Nils Arnold
(19030731-051)
DB, FS / DOR 52-60?
2. ↑  https://runeberg.org/smok/7/0089.html
3. ↑  Arnold Sjöstrand Svensk uppslagsbok.
4. ↑  Arnold Sjöstrand, Den danske filmdatabas.
5. ↑  https://runeberg.org/smok/7/0089.html
6. ↑  Nils Arnold Sjöstrand, svenskgravar.se.
7. ↑  ”Teater Musik Film: 'Trions bröllop' i Malmö”. Dagens Nyheter:  s. 7. 10 mars 1934. http://arkivet.dn.se/tidning/1934-03-10/67/7. Läst 16 mars 2017.
8. ↑  L. (6 oktober 1934). ”Teater Musik Film: 'En kvinna som vet vad hon vill'”. Dagens Nyheter:  s. 9. https://arkivet.dn.se/tidning/1934-10-06/271/9. Läst 9 mars 2019.
9. ↑  ”Teater Musik Film”. Dagens Nyheter:  s. 7. 23 januari 1935. https://arkivet.dn.se/tidning/1935-01-23/22/7. Läst 11 maj 2019.
10. ↑  ”Tre friluftspremiärer i värme och regnstänkk”. Dagens Nyheter:  s. 9. 8 juni 1935. http://arkivet.dn.se/arkivet/tidning/1935-06-08/154/9. Läst 28 december 2015.
11. ↑  ”Sådana tider”. Musikverket. http://calmview.musikverk.se/CalmView/Record.aspx?src=CalmView.Performance&id=PERF14208&pos=385. Läst 28 april 2016.
12. ↑  ”Noak”. Musikverket. http://calmview.musikverk.se/CalmView/Record.aspx?src=CalmView.Performance&id=PERF14239&pos=386. Läst 28 april 2016.
13. ↑  Bo Bergman (13 december 1935). ”Två teaterpremiärer”. Dagens Nyheter:  s. 20. http://arkivet.dn.se/arkivet/tidning/1935-12-13/340/20. Läst 27 december 2015.
14. ↑  Bo Bergman (29 december 1935). ”Gösta Ekman: Köpmannen i Venedig”. Dagens Nyheter:  s. 1. http://arkivet.dn.se/arkivet/tidning/1935-12-29/354/1. Läst 27 december 2015.
15. ↑  Oscar Rydqvist (26 mars 1936). ”Blanche-teaterns premiär”. Dagens Nyheter:  s. 9. http://arkivet.dn.se/arkivet/tidning/1936-03-26/83/9. Läst 19 april 2016.
16. ↑  Svenska Dagbladets årsbok 1936 s. 197
17. ↑  Oscar Rydquist (4 maj 1936). ”Vasateaterns premiär”. Dagens Nyheter:  s. 9. https://arkivet.dn.se/sok/?searchTerm=&fromPublicationDate=1936-05-04&toPublicationDate=1936-05-04. Läst 16 april 2016.
18. ↑  ”Getingboet”. Musikverket. http://calmview.musikverk.se/CalmView/Record.aspx?src=CalmView.Performance&id=PERF22206&pos=95. Läst 19 april 2016.
19. ↑  ”De oskyldiga”. Musikverket. http://calmview.musikverk.se/CalmView/Record.aspx?src=CalmView.Performance&id=PERF22076&pos=96. Läst 19 april 2016.
20. ↑  ”En dotter av Kina”. Musikverket. http://calmview.musikverk.se/CalmView/Record.aspx?src=CalmView.Performance&id=PERF22207&pos=97. Läst 19 april 2016.
21. ↑  Bo Bergman (7 januari 1937). ”'Kunglighet' på Blancheteatern”. Dagens Nyheter:  s. 11. http://arkivet.dn.se/arkivet/tidning/1937-01-07/5/11. Läst 19 april 2016.
22. ↑  Oscar Rydqvist (18 februari 1937). ”'Hans första premiär' på Blancheteatern”. Dagens Nyheter:  s. 1. http://arkivet.dn.se/arkivet/tidning/1937-02-18/47/1. Läst 19 april 2016.
23. ↑  ”Skansenteatern”. Leopolds antikvariat. Arkiverad från originalet den 28 mars 2016. https://web.archive.org/web/20160328020221/http://www.abm.se/leopolds/Skansenteatern.html. Läst 19 mars 2016.
24. ↑  ”Kronbruden”. Stiftelsen Ingmar Bergman. http://ingmarbergman.se/verk/kronbruden. Läst 17 oktober 2015.
25. ↑  ”Sex roller söka en författare”. Stiftelsen Ingmar Bergman. http://ingmarbergman.se/verk/sex-roller-söka-en-författare. Läst 15 oktober 2015.
26. ↑  ”Slottet”. Ingmar Bergman Face to face. http://ingmarbergman.se/verk/slottet. Läst 15 oktober 2015.
27. ↑  ”Spöksonaten”. Stiftelsen Ingmar Bergman. http://ingmarbergman.se/verk/sp%C3%B6ksonaten. Läst 17 oktober 2015.

### Webbkälla
- Arnold Sjöstrand, Svensk uppslagsbok. Läst 17 november 2014.
- Arnold Sjöstrand, Den danske filmdatabas. Läst 17 november 2014.
- Hitta graven. Läst 17 november 2014.